# Вудка (буріння)
Вудка, Вудочка (рос.удка, удочка; англ. catcher; нім. Angel f) — у бурильній техніці — ловильний інструмент для витягування зі свердловини дроту, кабелю і каната, що впали на вибій.